# Килонгова крива
Килонгова крива је граф, који показује промену концентрације атмосферског угљеник диоксида од 1958. до данас. Показује се да неки фактори (вероватно људска активност) повећавају ефекат стаклене баште, што изазива глобално затопљење.
Чарл Дејвид Килинг са Скрипсовог института за океанографију је први редовно мерио концентрацију угљеник диоксида. Мерења је изводио на врху Мауна Лое на Хавајима од 1958. надаље.
Та мерења показала су константан пораст средње концентрације атмосферског CO2 од 315 делова на милион 1958. до 380 делова на милион 2006. Сматра се да изгарање фосилних горива највише утиче на пораст угљеник диоксида. Тај пораст се убразава због убразања потрошње фосилног горива, а и због ослобађања замрзнутог угљеник диоксида из пермафроста и поларних капа, које се отапају. Мерења концентрације угљеник диоксида у прастарим мехурићима ваздуха ухваћеним у поларном леду показују да је неколико хиљада година средња
атмосферска концентрација угљеник диоксида била између 275 и 280 делова на милион. Концентрација угљеник диоксида почела је да расте у 19. веку. Пошто је угљеник диоксид гас који доприноси ефекту стаклене баште сматра се да је одговоран за глобално загријавање. 
Килинг крива показује и цикличну варијацију од око 5 делова на милион, а која се дешава сваке године због сезонске промене количине угљеник диоксида. Већина вегетације на Земљи налази се у северној хемисфери, јер ту се налази већина копна. Концентрација угљеник диоксида се смањује од пролећа на северној хемисфери јер нове биљке узимају угљеник диоксид из атмосфере током процеса фотосинтезе, а ниво концентрација угљеник диоксида поново расте у јесен када биљке и лишће ослобађају угљеник диоксид натраг у атмосферу.